# Lamath
Lamath település Franciaországban, Meurthe-et-Moselle megyében. Lakosainak száma 180 fő (2022. január 1.). Lamath Gerbéviller, Blainville-sur-l’Eau, Einvaux, Franconville, Haudonville, Landécourt, Méhoncourt, Mont-sur-Meurthe és Xermaménil községekkel határos.

## Népesség
A település népességének változása:
| Lakosok száma | 115  | 141  | 175  | 195  | 182  | 197  | 201  | 190  | 184  | 180  |
|               | 1968 | 1982 | 1990 | 2006 | 2013 | 2015 | 2017 | 2019 | 2020 | 2022 |